# SC Cambuur
SC Cambuur (pronunție în neerlandeză [ɛ.ˈseː ˈkɑm.byːr]), este un club de fotbal neerlandez din Leeuwarden, care în prezent evoluează în Eerste Divisie. 

## Palmares
- Eerste Divisie (2): 1992, 2013

Finalist (3): 1997, 1998, 2010
- Tweede Divisie (2): 1957, 1965

Promovare în Eredivisie: 1992, 1998, 2013

## Antrenori
| - Leo Beenhakker (1972–75) - Nol de Ruiter (1976–80) - Henk de Jonge (1980–83) - Theo Verlangen (1983–85) - Fritz Korbach (1985–88) - Sandor Popovics (1988–90) - Rob Baan (1990–92) - Theo de Jong (1 iulie 1992–Sept 30, 1993) | - Fritz Korbach (Sept 30, 1993–Jan 31, 1995) - Han Berger (1 iulie 1995–30 iunie 1998) - Gert Kruys (1 iulie 1998–18 mai 2002) - Henny Lee (interim) (19 mai 2002–30 iunie 2002) - Rob McDonald (1 iulie 2002–30 iunie 2003) - Dick de Boer (1 iulie 2003–Dec 31, 2004) - Jan Schulting (Dec 31, 2004–30 iunie 2005) - Roy Wesseling (1 iulie 2005–Feb 19, 2007) | - Gerrie Schouwenaar (2007) - Jurrie Koolhof (1 iulie 2007–Sept 14, 2008) - Stanley Menzo (Sept 20, 2008–Oct 27, 2010) - Alfons Arts (Oct 27, 2010–22 martie 2013) - Henk de Jong (interim) (22 martie 2013–30 iunie 2013) - Dwight Lodeweges (1 iulie 2013–) |

## Jucători notabili
| - Len Cantello - Andy King - Tony McNulty - Mark Payne - Ray Richardson - Floyd Streete - Johan Abma (Mr. Cambuur) - Paul Beekmans - Frank Berghuis - Foeke Booy - Jan Bruin - Jack de Gier - Dirk Jan Derksen | - Johan Derksen - Marinus Dijkhuizen - Fred Grim - Jerry Haatrecht - Winston Haatrecht - Nico Jan Hoogma - Michael Jansen - Stefan Jansen - Bert Konterman - Michael Mols - Bernard Schuiteman - Jaap Stam - Erik Tammer | - Guus Uhlenbeek - Willem van der Ark - Harry van der Laan - Rene van Rijswijk - Robin Nelisse - Gojko Kuzmanović - Mitar Mrkela - Fabian de Freitas - Mark de Vries - Gregg Berhalter - Reza Ghoochannejhad - Milko Djurovski |